# Dypsis oropedionis
Espèce
Statut de conservation UICN

 CR C2a(i); D : 
En danger critique
Dypsis oropedionis est une espèce de plantes de la famille des Arecaceae.

## Publication originale
- Palms of Madagascar 158–160. 1995.